# 東亜協同体論

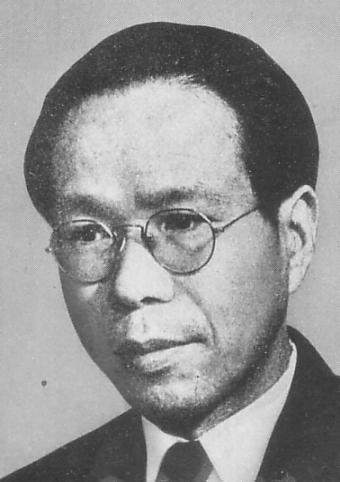
三木清 / 日中戦争と東亜協同体の「世界史的意義」を主張した

東亜協同体論（とうあきょうどうたいろん）とは、1930年代末（日中戦争初期）の日本で、東アジア地域において民族・国家を超克する協同体の建設を主張した政治理論・思想のこと。当時の近衛文麿首相のブレイン集団である昭和研究会を中心に構想され、三木清・蠟山政道・尾崎秀実・新明正道・加田哲二・杉原正巳らが主要な論者となった。

## 時代背景
日中戦争が開始された翌年の1938年には早くも戦局が「泥沼化」し、早期の戦争終結の見込みが薄くなったことから、第1次近衛声明（「爾後蔣介石政府を対手とせず」 / 1月16日）に代表される当初の政策を見直そうとする気運が生じた。これにともない同年11月3日には戦争目的を「国民政府抹殺」でなく「東亜新秩序建設」とし、新秩序建設に同意する限りで国民政府を承認する旨の第2次近衛声明がなされ、さらに翌12月22日には国民政府との和平の3原則として「善隣友好」「共同防共」「経済提携」が言明された（第3次声明）。以上の時局を背景として、「東亜新秩序」声明前後に蠟山政道の論文「東亜協同体の理論」が『中央公論』に掲載され、これ以後東亜協同体論をめぐる論争が活発となった。

## 特徴と展開
東亜協同体論は、西安事件以降の中国で抗日ナショナリズムあるいは「民族的統一」を求める運動が高まったことを強く意識し、反帝国主義、資本主義の是正（自由主義の超克）、反ブロック論による現状の超克を志向した。また三木清において特に顕著であるが、「世界史的意義」 - すなわち歴史のなかで東亜協同体が出現する必然性が強調されている。さらに多くの論者は、協同体建設の原理と方向として（1）（西欧的国家原理の中心とみなされた）排他的・閉鎖的なナショナリズムの超克、（2）アジアの解放、（3）ナチズム･ファシズムとの相違、（4）日本の指導的役割、（5）「協同体」の建設と表裏一体に進められる日本国内の改革の必要性を主張する点でほぼ共通していた。
しかしこの主張は、日本側が第一の提携相手と想定していた中国の国民政府（蔣介石政権）からは全面的拒否にあった。また東亜協同体論と密接なつながりをもっていた近衛新体制運動が大政翼賛会発足にすり替えられてしまうと、協同体論も大東亜共栄圏構想に変質し、当初の「中国ナショナリズムとの真剣な思想的対決」という問題意識は失われることとなった。また体制内のより保守的なグループは、近衛グループが協同体建設と不可分一体のものとして唱道する「国内変革」に対し社会主義的であると反発、企画院事件・尾崎・ゾルゲ事件などを契機に昭和研究会とその周辺への弾圧が強行された。この結果、太平洋戦争開戦直前の時期には東亜協同体論を主張する声は次第に小さくなっていった。
第二次世界大戦後、東亜協同体の理念は日本の対アジア外交において一部継承されたとする見解（酒井哲哉）もある。例えば日本がアジア諸国の間に独自の外交関係を構築することを通じ、この地域におけるナショナリズム・共産主義勢力を包摂しようとした蝋山の思想にそれを見ることができる。

## 歴史的意義
三谷太一郎の見解によれば、国際政治理論としての東亜協同体論は、大恐慌後、それまでの国際秩序の基盤であった民族主義を前提とする普遍的国際主義理念が「欧米中心的」とみなされて人気を失ったのち、欧米中心的「旧秩序」を打破する新しい秩序原理として急速に支持を集めた「地域主義」の一潮流と位置づけられている（論者のなかで特にこの傾向が強いのが蝋山政道である）。また三輪公忠は、従来は政府の脱亜入欧外交に対して民間外交の理念であったアジア主義が、「初めて政策化」されたものだとしている。